# Dörpling
Dörpling ist eine Gemeinde im Norden des Kreises Dithmarschen in Schleswig-Holstein. Hohenlieth liegt im Gemeindegebiet.

## Geografie

### Lage
Das Dorf liegt etwa 17 km nordöstlich der Kreisstadt Heide, 4 km östlich von Tellingstedt nahe der Eider an der Kreisstraße 46 im nördlichen Dithmarschen und geht beinah nahtlos in die Gemeinde Pahlen über.
Die Gemeinde liegt in der Eider-Treene-Sorge-Niederung.

### Nachbargemeinden
Nachbargemeinden sind im Uhrzeigersinn im Norden beginnend die Gemeinden Pahlen, Tielenhemme, Dellstedt, Tellingstedt und Hövede (alle im Kreis Dithmarschen).

## Geschichte
Um das Jahr 1320 wurde Dörpling erstmals erwähnt.
In der Gemeinde lag ein Haltepunkt der Kleinbahn des Kreises Dithmarschen.
Die Höveder Mühle, eine Wassermühle, die zum Gemeindegebiet gehört hat und Ende des 19. Jahrhunderts abgebrochen wurde, soll Klaus Groth zu einer Erzählung inspiriert haben.
Am 1. April 1934 wurde die Kirchspielslandgemeinde Tellingstedt aufgelöst. Alle ihre Dorfschaften, Dorfgemeinden und Bauerschaften wurden zu selbständigen Gemeinden/Landgemeinden, so auch Dörpling.

## Politik

### Gemeindevertretung
Bei der Kommunalwahl am 14. Mai 2023 wurden insgesamt neun Sitze vergeben. Diese fielen erneut alle an die Wählergemeinschaft Dörpling. Die Wahlbeteiligung betrug 46,8 %.

## Wirtschaft und Infrastruktur
Von 1905 bis 1937 hatte der Ort einen Bahnanschluss mit der Kreisbahn Norderdithmarschen.